# Cap de la Faixa Blanca
El Cap de la Faixa Blanca és una muntanya de 1.023 metres que es troba al municipi d'Alfara de Carles, a la comarca catalana del Baix Ebre.